# Enalikter aphson
Enalikter aphson (лат.) — вымерший вид членистоногих силурийского периода, единственный в роде Enalikter. Описан по ископаемым остаткам из венлокских отложений формации Coalbrookdale в Херефордшире, Великобритания .
Enalikter изначально был описан как поздний представитель Megacheira, но впоследствии другие исследователи предположили, что это был кольчатый червь (эта версия была отвергнута) или членистоногое вне пределов группы Megacheira.

## Морфология

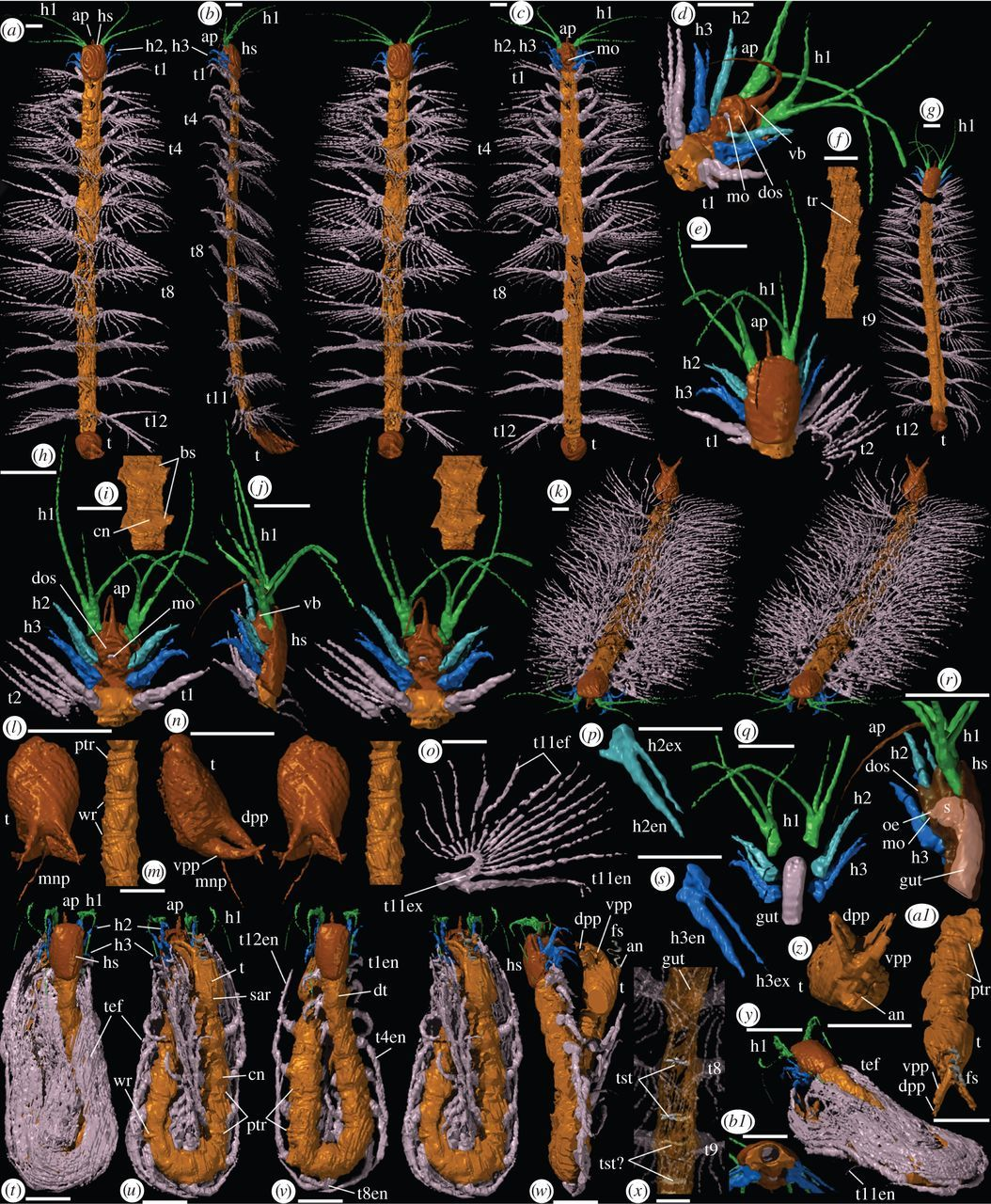
Цифровая 3D-реконструкция Enalikter aphson

Enalikter — небольшое членистоногое длиной около 2,44 см. Головной щит имеет подпрямоугольную форму и лишён глаз. На голове можно увидеть срединную, непарную антенну и три пары придатков, а первый придаток имеет три сужающихся жгутика. Двенадцать сегментов туловища лишены тергитов и могут сгибаться как минимум на 90 градусов. Придатки туловища двуветвистые. Яйцевидный тельсон имел две пары похожих на лезвия отростков.

## Классификация
Enalikter, вероятно, связан с Bundenbachiellus, более крупным родом членистоногих из раннедевонских сланцев Hunsrück в Германии, из-за морфологического сходства между этими двумя родами, хотя таксоны явно отличаются друг от друга. Эти два рода составляют семейство Enaliktidae.
Согласно первоначальному описанию, Enaliktidae принадлежали к Megacheira, группе членистоногих со схожими головными придатками. Однако в 2015 году другие исследователи поставили под сомнение их принадлежность к членистоногим, и, учитывая такие признаки, как отсутствие тергитов, гибкие сегменты туловища и непарные усики, отнесли к кольчатым червям.
Эта гипотеза была опровергнута двумя более поздними исследованиями, поскольку эти признаки также характерны для различных таксонов членистоногих; кроме того, у Enalikter есть признаки, указывающие на принадлежность к членистоногим, такие как расположенный вентрально рот и J-образная кишка. Более того, признаки, которые в предыдущих исследованиях использовались для диагностики рода как представителя кольчатых червей, взяты у разных видов Annelida, и нет ни одного таксона кольчецов, обладающего сразу всеми этими характеристиками. Хотя он, скорее всего, является членистоногим, его принадлежность к Megacheira всё ещё ставится под сомнение из-за того, что гомология между головными придатками этих двух групп неясна.